# Passage du Vent
Le passage du Vent ou passe au Vent est un détroit de l'océan Atlantique séparant les îles de Cuba et d'Hispaniola et reliant la mer des Caraïbes à l'océan Atlantique Nord. 
Le nom anglais est Windward Passage ce qui correspond à la traduction française « passe au vent » ; en effet, il se situe côté amont par rapport aux Alizés, les vents dominants locaux. 
Il est large de 86 km et a une profondeur maximale de 1 700 m. 
Le passage du Vent est la route maritime la plus directe entre le canal de Panamá et la façade atlantique des États-Unis.
À l'ouest se trouve la province de Guantanamo de Cuba et, à l'est, le département Nord-Ouest d'Haïti.